# Месје 47
Месје 47 (М47) је расејано звездано јато у сазвежђу Крма које се налази у Месјеовом каталогу објеката дубоког неба.
Деклинација објекта је - 14° 28' 47" а ректасцензија 7h 36m 35,0s. Привидна величина (магнитуда) објекта М47 износи 4,4. М47 је још познат и под ознакама NGC 2422, NGC 2478, OCL 596.